# Сити-XXI век
СИТИ21 — российская девелоперская компания, часть группы компаний «Новард». Штаб-квартира компании расположена в Москве. Компания была создана в 1997 году и начинала с инвестиций в недвижимость и оказания риэлторских услуг. Основными объектами инвестиционной деятельности СИТИ21 являются новостройки Москвы и Подмосковья, объекты социальной инфраструктуры и коммерческой недвижимости.

## Руководство
Генеральный директор — А. В. Борисенко.

## История
Компания основана в 1997 году. В 1998 г. было реализовано более 35 тыс. м² жилья.
1999 г. —  утверждена программа развития и обновления района Строгино – «Строгино-XXI век», предусматривающая строительство современных жилых комплексов, объектов спортивной и социальной инфраструктуры.
2002 г. — введены в эксплуатацию два первых дома по программе «Строгино-XXI век» (17555 м²).
2003 г. — открыт стадион «Янтарь» в Строгино (1500 м²).
2005 г. — введены в эксплуатацию дома первой очереди ЖК «Лазурный Блюз» в Строгино (56 495 м²).
2006 г. — введены в эксплуатацию дома первой очереди ЖК «Радужный» в г. Видное (33285 м²).
2008 г. — введены в эксплуатацию дома второй очереди ЖК «Лазурный Блюз» в Строгино (49205 м²).
2009 г. — введены в эксплуатацию дома второй очереди ЖК «Радужный» в г. Видное (22029 м²).
2010 г. — выведен на рынок новый градостроительный продукт — Миниполис.
2010 г. — открыт дворец спорта «Янтарь» в Строгино (34500 м²).
2011 г. — введены в эксплуатацию дома 3-й очереди ЖК «Радужный» (33283 м²).
2011 г. — введены в эксплуатацию дома 2-й очереди ЖК «Янтарный Город» в Строгино (89129 м²).
2012 г. — сдача в эксплуатацию жилых комплексов «Подсолнухи» в Москве, «Дом Бенуа» и «Дом Левитан» в подмосковном Красногорске, детского сада «Улыбка» в Видном.
2013 г. — сдача в эксплуатацию жилого комплекса «Альбатрос» в Строгино и Общеобразовательной православной гимназии имени Платона Левшина в составе Духовно-социального центра «Неопалимая Купина».
2013 г. – открытие первого комьюнити-центра (Соседского клуба) в миниполисе Строгинский.
2014 г. — сдача в эксплуатацию нового корпуса Высшей школы экономики /МИЭМ/ в составе миниполиса Строгинский, сдача в эксплуатацию жилого комплекса «Самоцветы» в Люберцах, начало строительства многофункционального комплекса «Ларец» в Видном.
В 2015 г. начато строительство новой очереди квартала «Краски жизни» миниполиса Радужный (г. Видное). Официально открылись миниполис Самоцветы (г. Люберцы), народный парк «Соколиная гора» в Строгинском миниполисе.
2016 г. — в миниполисе Самоцветы в Люберцах открылась детская поликлиника. Лечебный комплекс, построенный и оборудованный «Сити-XXI век», рассчитан на прием 200 пациентов в день. Инвестиции застройщика в оснащение помещений составили 19 млн рублей.
2016 г. – начаты проектные работы по четырем новым миниполисам в Московской области.
2017 г. — завершено строительство жилого квартала «Краски жизни» в г. Видное (миниполис Радужный). 4 и 6 комплексы введены в эксплуатацию и стали финальными жилыми объектами не только квартала, но и всего миниполиса Радужный. В ноябре в миниполисе Радужном также был сдан в эксплуатацию ТЦ «Ларец».
2018 г. — начало строительства апарт-комплекса премиум-класса HILL8 на проспекте Мира.
2018 г. — начало строительства миниполиса Серебрицы в г. о. Красногорск Московской области.
2019 г. — начало строительства миниполиса Рафинад в г. о. Химки Московской области.
2019 г. — начало строительства миниполиса Дивное в г. о. Видное Московской области.
2019 г. — начало строительства второй очереди миниполиса Серебрицы в г. о. Красногорск Московской области.
2020 г. – завершение строительства комплекса апартаментов HILL8 в г. Москве.
2020 г. – начало строительства второй очереди миниполиса Рафинад в г. о. Химки Московской области.
2020 г. – начало строительства детского сада в миниполисе Серебрица в г. о. Красногорск Московской области.
2020 г. – открытие Никольского храма в Павшинской пойме Красногорского г. о. Московской области, строительство которого финансировала СИТИ21.
2021 г. – введен в эксплуатацию комплекс апартаментов HILL8 в г. Москве.
2021 г. – построен и введен в эксплуатацию участок дороги, соединяющий миниполис Дивное (г. о. Видное) с трассой М4 «Дон».
2021 г. – введена в эксплуатацию первая очередь миниполиса Серебрица в г. о. Красногорск Московской области.
2021 г. – начато строительство миниполиса 8 Кленов в г. о. Красногорск Московской области.
2022 г. – введены в эксплуатацию корпуса первой очереди миниполиса Дивное в г. о. Видное Московской области.
2022 г. – введены в эксплуатацию корпуса первой очереди миниполиса Рафинад в г. о. Химки Московской области.
2022 г. – в миниполисе Серебрица в Красногорске открылся детский сад
2022 г. – введены в эксплуатацию корпуса второй очереди миниполиса Серебрица в г. о. Красногорск Московской области.
2022 г. – завершено строительство школы на 825 мест миниполиса Серебрица в г. о. Красногорск Московской области.
2023 г. – в миниполисе Серебрица в Красногорске открылась школа на 825 мест.
2023 г. – введены в эксплуатацию корпуса второй очереди миниполиса Рафинад в г. о. Химки Московской области.
2023 г. – введены в эксплуатацию корпуса второй очереди миниполиса Дивное в г. о. Видное Московской области.
2024 г. – введен в эксплуатацию миниполис 8 Кленов в г. о. Красногорск Московской области.

## Стратегические партнеры
- Комплекс экономической политики и развития города г. Москвы
- Комитет по архитектуре и градостроительству г. Москвы
- Комитет физической культуры и спорта г. Москвы
- Министерство строительства Московской области
- Фонд развития жилищного строительства «Жилище» Ленинского района Московской области
- Сбербанк России[3]

## Многофункциональный спортивный комплекс «Янтарь» в Строгино
Многофункциональный спортивный комплекс «Янтарь» был сдан в эксплуатацию в сентябре 2010 года.
В его состав вошли центр фигурного катания с двумя ледовыми аренами, два плавательных бассейна, в том числе, детский, универсальный зал-трансформер для занятий мини-футболом, баскетболом, волейболом и теннисом, залы хореографии и атлетической подготовки, а также административные помещения.
На базе спорткомплекса открыта Школа высшего олимпийского мастерства под руководством заслуженного тренера по фигурному катанию Е. А. Чайковской, а для жителей района и всех москвичей работают секции по фигурному катанию, хоккею, плаванию и другим видам спорта.
В качестве перекрытий в Ледовом дворце используются деревоклееные фермы длиной 48 метров. Отечественные специалисты такие конструкции стали применять совсем недавно. В Канаде, Швеции и других западных странах они используются много лет. Климат в таких помещениях более благоприятный, чем в сооружениях с металлическими перекрытиями. Да и сроки эксплуатации больше, поскольку металл в отличие от дерева со временем начинает подвергаться коррозии.
Первый этап строительства многофункционального спорткомплекса был завершен в 2003 г. В этом году в День города состоялось открытие стадиона «Янтарь». В его состав вошли футбольное поле с беговыми дорожками, легкоатлетический сектор, спортивные площадки для занятий игровыми видами спорта и зрительские трибуны. Стадион «Янтарь» стал базой для футбольной команды «Строгино», в которой под руководством тренера Виктора Шишкина, чемпиона СССР по футболу, тренируются ребята самых разных возрастов.
Спорткомплекс стал лауреатом первого Всероссийского конкурса по экологическому девелопменту Green Awards.

## Учебный корпус Высшей школы экономики в Строгино
В 2014 году компания сдала новый учебный комплекс «Национального исследовательского университета „Высшая школа экономики“ (НИУ ВШЭ)» (ранее — МИЭМ). Институт стал завершающим объектом миниполиса Строгинский. Общая площадь корпуса более 22 тысяч квадратных метров, он рассчитан на 1820 учащихся и 400 сотрудников Института. В новое здание переехали все три факультета Московского института электроники и математики НИУ ВШЭ: информационных технологий и вычислительной техники, прикладной математики и кибернетики, а также факультет электроники и телекоммуникаций. «Сити-XXI век» инвестировала в строительство около 2 млрд рублей. 21 ноября 2014 года учебный корпус посетила делегация столичного правительства. По итогам осмотра нового здания мэр Москвы Сергей Собянин отметил: «Вводится в Москве один из лучших университетских корпусов, не только в нашем городе, но и в России». В феврале 2015 года в новом корпусе начались занятия.

## Достижения компании
- 2004 год — XII Международный фестиваль «Зодчество-2004» — проект жилого комплекса «Янтарный город», который компания возводит в районе Строгино, был удостоен награды в номинации «Градостроительство».
- 2005 год — конкурс «М2. Новый дом — 2005» — компания «Сити-XXI век» стала победителем в номинации «Лучшее архитектурное решение» за проект жилого комплекса «Янтарный Город».
- 2006 год — национальная премия «Стиль года» — компания «Сити-XXI век» стала лауреатом в номинации «Архитектура и строительство».
- 2009 год — «Золотое сечение-2009» — проект «Радужный» стал номинантом одного из самых престижных конкурсов в области градостроительной архитектуры.
- 2010 год — первый Всероссийский конкурс по экологическому девелопменту и энергоэффективности Green Awards — многофункциональный спортивный комплекс «Янтарь» стал обладателем бронзовой премии конкурса в номинации «Объекты социальной сферы».
- 2010 год — премия RREF-2010 — компания признана лучшей в номинациях «Новации в бизнесе» и «Новый формат городского жилья».
- 2010 год — конкурс «Лучший реализованный проект 2010 года в области инвестиций в строительство» — многофункциональный спортивный комплекс «Янтарь» победил в номинации «Объекты культуры, медицины, зрелищные и спортивные сооружения».
- 2011 год — премия «Рекорды рынка недвижимости» — проект «Миниполис Самоцветы» признан «Новостройкой Подмосковья № 1».
- 2011 год — премия ProRealty — ЖК «Янтарный Город» победил в номинации «Лучший жилой комплекс бизнес-класса».
- 2012 год — премия WoW Awards — «Сити-XXI век» победила в номинации «Брендинг/Нейминг».
- 2012 год — премия RREF-2012 — Миниполис «Самоцветы» признан лучшим в номинации «Новации в бизнесе»[9].
- 2012 год — премия Urban Awards 2012 — «Сити-XXI век» удостоена награды за концептуальный вклад в развитие рынка недвижимости[10].
- 2013 год — победитель в номинации «Лучший проект комплексного развития территорий для жилищного строительства» в конкурсе RRE Awards; Премия Губернатора Московской области «Наше Подмосковье» в номинации «Наш дом».
- 2014 год — дважды лауреат городской премии «Лучший реализованный проект 2013 года в области инвестиций и строительства» — за ЖК «Альбатрос» и Приют для детей-сирот при Подворье Патриарха Московского и всея Руси Храмов Николо-Перервинского монастыря/сейчас Общеобразовательная православная гимназия имени Платона Левшина в составе Духовно-социального центра «Неопалимая Купина».
- «Сити-XXI век» — лауреат ежегодной премии публичной активности «Лучшие в России—2014».
- Градостроительная концепция «миниполис» вошла в число 50 лучших проектов России и была представлена на выставке Общероссийского народного фронта с участием президента России.
- 2015 год — «Соседский клуб» вошёл в рейтинг ТОП-30 Национальной программы «Лучшие социальные проекты России».
- 2016 г. — Миниполис Самоцветы в подмосковных Люберцах стал победителем ежегодной профессиональной премии в номинации «Проект года комфорт-класса Подмосковье». Премия Move Realty Awards: миниполис Самоцветы — лауреат в номинации «Проект года комфорт-класса Подмосковье». Миниполис Строгинский признан лучшим проектом за 10 лет в номинации «Городское жилищное строительство» Федерального конкурса PROESTATE AWARDS-2016: «ЛУЧШИЕ ЗА 10 ЛЕТ», а градостроительный продукт «Миниполис» — одной из лучших инноваций десятилетия. Премия «Рекорды рынка недвижимости» определила квартал «Краски жизни» миниполиса Радужный финалистом в номинации «Микрорайон Подмосковья № 1». Премия в области жилой городской недвижимости Urban Awards признала «Краски жизни» победителем в номинации по Московской области «Жилой комплекс года комфорт-класса». Также квартал «Краски жизни» стал победителем в номинации "Городское строительство: Подмосковье «Город в городе» Премии в области жилой недвижимости RREF Awards. УК «Техстрой» стала победителем Ежегодной Независимой премии в сфере коммуникаций управляющих организаций с жителями «ДОМИНФО» в номинации «Лучшее освещение деятельности управляющей организации в Москве».
- 2017 г. — «Сити-XXI век» получила премию в области жилой недвижимости RREF Awards признала жилой квартал «Краски жизни» в Видном победителем в номинации «Комфортная среда», а также лауреатом в номинации «Город в городе». Новый проект «Сити-XXI век» — многофункциональный комплекс с апартаментами на проспекте Мира «HILL8» — стал лауреатом премии в области недвижимости «Лучшее для жизни» в номинации лучший эко дизайн-проект. Новый корпоративный сайт «Сити-XXI век» победил в конкурсе Pro Awards — награда вручается за лучшие отраслевые ресурсы и архитектурные проекты.
- 2018 г. — девелопер получил премию в проекте «Лучший клиентский опыт» — победитель в номинации «Лучший клиентский опыт в В2С секторе в категории „Строительство, Девелопмент, ЖКХ сектор“» Премии CX World Awards. Проект «Продаем квартиры — а не пустые обещания» — победа в номинации «Наружная реклама» Премии лучших рекламных проектов в области недвижимости WOW Awards. Система КОС — лауреат в номинации «Недвижимость» Премии «Права потребителей и качество обслуживания». Социальный проект «Киноуроки школам России. Красногорск» — лауреат в номинации «Образование и наука» Премии Лучшие социальные проекты России. Комплекс апартаментов HILL8 — победитель в номинации «Жилая недвижимость: апартаменты» PRO Awards; победитель в номинациях «Жилье», «Сертифицированные здания» и «ГРАН ПРИ» Премии «Эко_Тектоника»; победитель в номинации Mixed-use Architecture for Moscow, INTERNATIONAL PROPERTY AWARD, European Property Awards. Миниполис Серебрица — победитель в номинации «Лучший строящийся жилой комплекс комфорт-класса Московской области» Urban AWARDS; лауреат в номинации «Инфраструктурный проект года», в категории «Строительство и недвижимость» Премии «Время инноваций».
- 2019 г. — проекты «Сити-XXI век» в 2019 году получили более 10 значимых профессиональных наград. Комплекс апартаментов HILL8 стал победителем в премиях Move Realty Awards в номинации «Апартаменты Москва», Proestate&Toby Awards в номинации "Жилая недвижимость — Лучший проект в номинации «Апартаменты», European Property Awards 2019—2020 в номинации «Лучший сайт девелопера в России», Green Awards 2019, победители и получили статус High Performance Building — здания «высоких технологий». Миниполис Дивное был высоко оценен профессиональным сообществом: Urban Awards 2019, победитель в номинации «Лучший строящийся жилой комплекс комфорт-класса Московской области», премия лучших рекламных проектов в области недвижимости WOW Awards — победа в номинации "Event — Творческий конкурс «Дивный День», Green Awards 2019, победитель и обладатель статуса High Performance Building — здания «высоких технологий». Проекты и инициативы компании также стали обладателями высоких наград российских премий. Принцип партисипативного проектирования общественных пространств в миниполисе Дивном признан лауреатом премии «Время инноваций 2019» в номинации «Инновация года», категория «Строительство и недвижимость», а программа развития территорий в местах присутствия девелопера «От социальных инвестиций — к устойчивому развитию территории» стала победителем премии «Лучшие социальные проекты России».

## Логотип
Сменил 1 логотип. Нынешний — 2-й по счёту.
- В 1997—2012 годах логотипом было слово «Сити» белого цвета с большой буквой «С», внизу увеличенная римская цифра XXI и уменьшённое слово «Век», под ними две черты.
- С 2012 по настоящее время логотипом являются различные фигуры голубого, оранжевого, сине-зелёного и зелёного цветов, слева от них или внизу слово «Сити XXI век» сине-зелёного цвета и поменялся шрифт, ещё ниже — слово «Девелоперская компания» серого цвета.